# La Sala Rossa
La Sala Rossa est une salle de spectacle et restaurant situé dans le quartier du Mile End, à Montréal. Elle fait partie des établissements administrés par le groupe Suoni Per Il Popolo, aux côtés de la Casa del Popolo et de la Sotterenea, cette dernière étant située au sous-sol du même édifice. Lieu reconnu pour son rôle dans la diffusion de la musique indépendante, elle participe activement à la promotion d'artistes émergents,.
Située au 4848 boulevard Saint-Laurent, elle occupe un bâtiment patrimonial construit en 1932. Au fil des décennies, l’établissement connait plusieurs transformations, tout en conservant son rôle communautaire et son ancrage au sein de diverses communautés immigrantes, notamment juives et espagnoles,.

## Historique
Au début des années 1930, des membres du Workmen’s Circle, parfois mieux connu sous le nom d’Arbeiter Ring, font construire le bâtiment situé au 4848 boulevard Saint-Laurent dans l'ancien quartier juif de Montréal. Ce groupe, de tendance gauchiste, fait notamment la promotion de la social-démocratie, la culture séculière et le yiddish. Le centre, nouvellement construit, offre une variété de services aux membres de la communauté, dont une école, de la nourriture et un gymnase, tout en servant de lieu de rencontre pour militants politiques (CFF) et syndicaux.
En 1966, à la suite du départ du Arbeiter Ring, qui se déplacent vers le quartier Snowdon, le bâtiment est occupé par Les Grands Ballets canadiens. La même année, Ludmilla Chiriaeff, ballerine d'origine russe, fonde l’Académie des Grands Ballets Canadiens (qui deviendra l'École supérieure de ballet), organisation de formation en danse qui s'installera dans le même édifice que la compagnie.
En 1973, le 4848 Boulevard Saint-Laurent est acheté par le Centre social espagnol (Centro Social Español), club social destiné à la diaspora espagnole de la ville. Le Club devient également un endroit fréquenté par les danseurs amateurs de flamenco et de tango. Durant ces mêmes années, le club fonde la Sala Rosa (Salon Rose), restaurant spécialisé dans la cuisine espagnole.
Entre la fin des années 1990 et le milieu des années 2000, l'endroit est reconnu comme un ancrage de la communauté queer et LGBTQ de Montréal. De 1997 à 2012, l'endroit accueille notamment les soirées Meow Mix, des évènements ayant mis de l'avant du « stand-up lesbien, des drag kings, du burlesque queer, du cabaret expérimental, des performances par des hommes trans et des femmes DJ » dans le quartier,.

## Salle de spectacle

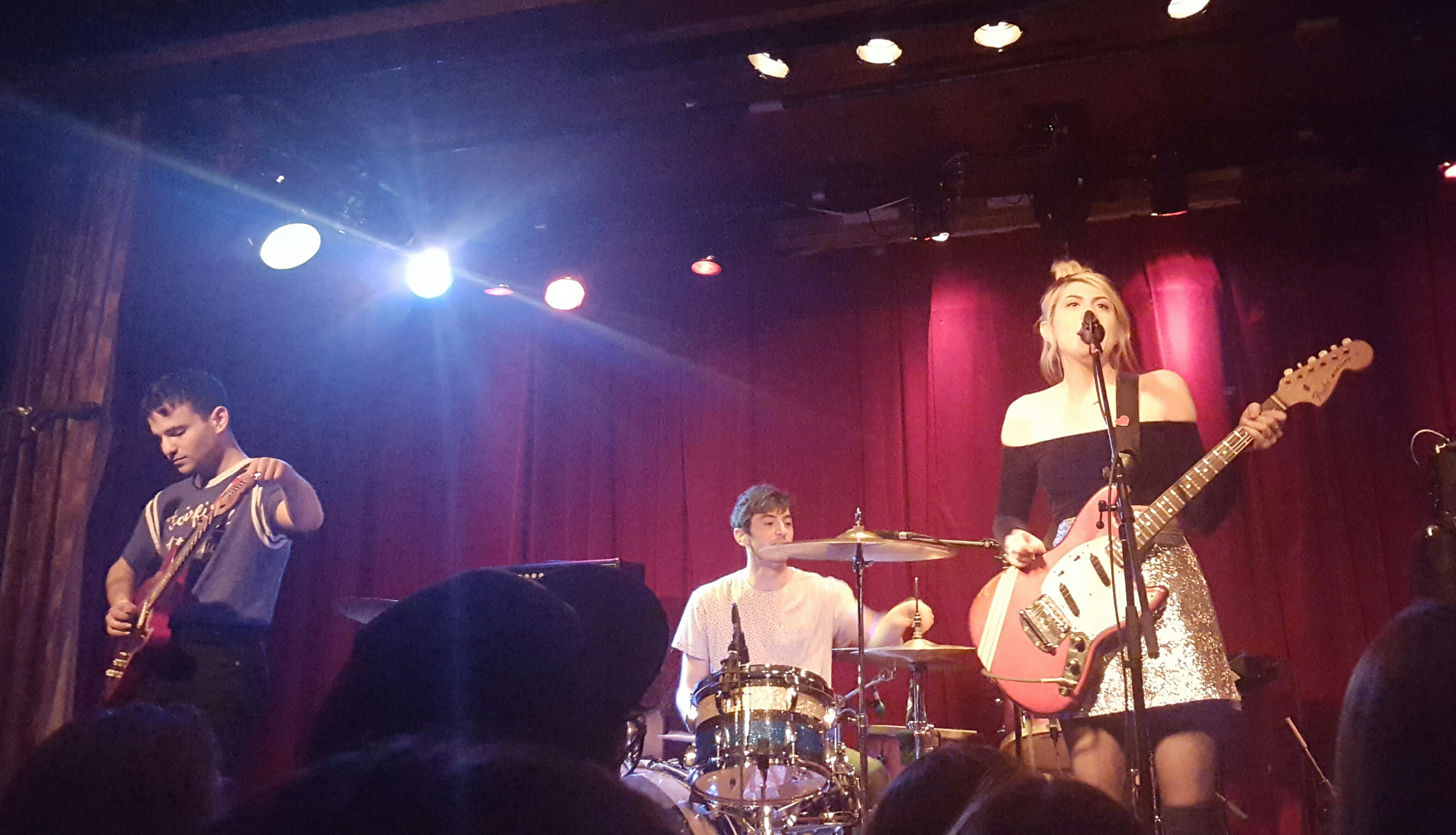
Charly Bliss à la Sala Rossa, 2017

En 2001, constatant que la capacité de la Casa del Popolo, limitée à environ 60 places, ne suffisait pas pour répondre aux besoins musicaux de l’établissement, ses cofondateurs ont entrepris de louer l’espace du Centre social espagnol, situé de l’autre côté de la rue, afin d’y organiser des spectacles pouvant accueillir jusqu’à 250 personnes.
Cette collaboration mène à la création de la Sala Rossa, une salle de spectacle dont le nom, signifiant « salon rouge » en italien, s'inspire de la Sala Rosa, le restaurant espagnol alors installé dans le même édifice. L'espace, fidèle au style des salles de théâtre des années 1930, est demeuré pratiquement inchangé. Encore aujourd'hui, l'édifice est la propriété du Centre social espagnol, et ce, malgré une diminution de leurs activités culturelles.
La Sala Rossa a permis de faire connaître plusieurs artistes jouissant aujourd'hui d'une reconnaissance médiatique, notamment Arcade Fire, Charli XCX et Destiny Frasqueri.